# Skender Shengyli
Skender Shengyli (čit. Skender Šenguli) (Prizren, 15. veljače 1960.), kosovski nogometaš i nogometni trener. Član zlatne generacije Prištine koja je ušla u 1. jugoslavensku ligu i igrala Mitropa kup. Igrao za kosovske Liriju iz Prizrena, Prištinu i tursku Karsiyaku. i Trenirao Prištinu, 2009. godine.
Nakon smjene trenera Agrona Besenija veljače 2015., doveden za trenera prizrenske Lirije.Trener Vëllaznimija iz Đakovice 2016.

## Vanjske poveznice
- Arhivirana inačica izvorne stranice od 7. ožujka 2021. (Wayback Machine) at Forum b92
- Stats at mackolik.com  Arhivirana inačica izvorne stranice od 3. ožujka 2016. (Wayback Machine)